# Mormopterus kalinowskii
Espèce
Statut de conservation UICN

 LC  : Préoccupation mineure
Mormopterus kalinowskii est une espèce de chauves-souris américaine de la famille des Molossidae.

## Description
Mormopterus kalinowskii est une très petite espèce de chauve-souris, avec une longueur d'avant-bras de 34,5 mm, une longueur de tête et de corps de 46 mm et une longueur de queue de 28 mm. La fourrure est de couleur gris pâle. Ses oreilles sont plus petites que de nombreuses autres espèces de molosses et elles ne sont pas jointes.

## Répartition

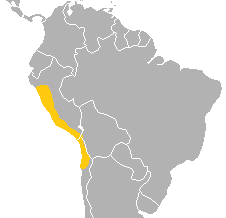
Aire de répartition de Mormopterus kalinowskii

On recense Mormopterus kalinowskii a une répartition restreinte sur les côtes arides, les forêts sèches et les steppes des hautes terres des pentes occidentales andines du Pérou et de la côte aride du nord du Chili. Elle vit principalement dans les vallées et les ruisseaux inter-andins à végétation buissonnante. On la voit peu dans les zones urbaines.

## Taxonomie
La chauve-souris est décrite comme une nouvelle espèce par le zoologiste britannique Oldfield Thomas. Thomas la place initialement dans le genre Nyctinomus maintenant retiré, avec le nom scientifique Nyctinomus kalinowskii. L'éponyme du nom d'espèce kalinowskii est un hommage au Jan Kalinowski, un zoologiste polonais qui a immigré au Pérou. Thomas voulait saluer les efforts de Kalinowski dans la collecte de l'holotype, disant qu'il était le collecteur « au travail duquel nous devons la précieuse collection de petits mammifères décrite dans le présent article. » En 1907, on reclasse N. kalinowskii dans le genre Mormopterus, sous le nom de Mormopterus kalinowskii.

## Comportement

### Alimentation
Mormopterus kalinowskii est insectivore.

### Habitation
Mormopterus kalinowskii habite des crevasses.

### Reproduction
Mormopterus kalinowskii a un seul cycle de reproduction par an, entre la fin de l'automne et le début de l'hiver, c'est-à-dire fin juin et début juillet. Elle est une espèce polygame, comme les autres molosses, alors que le cycle de reproduction annuel unique montré par M. kalinowskii indiquerait un modèle de reproduction monoestrique saisonnier. Les naissances ont donc lieu au début de l'été.